# Stockholms praktiska gymnasium

Stockholms praktiska gymnasium delades i november 2016 i två skolor och heter därefter Praktiska gymnasiet Stockholm Liljeholmen samt Praktiska gymnasiet Stockholm Bromma. Skolan i Liljeholmen ligger i lokaler i Liljeholmen och har cirka 300 elever och 35 lärare. Skolan i Bromma ligger i lokaler i Bromma och har cirka 70 elever och 8 lärare. Skolan startade 2000 och ingår i Praktiska AB. Sedan oktober 2017 är Praktiska Sverige AB en del av utbildningskoncernen Akademedia.
På skolan utbildas eleverna enligt lärlingsmodellen vilket innebär att halva utbildningstiden i gymnasiet fullgörs ute på arbetsplats.
Skolan i Liljeholmen har följande program:
- Bygg och anläggningsprogrammet inriktning Husbyggnad och Måleri
- Elprogrammet inriktning Elinstallatör
- Fordonsprogrammet inriktningar Personbil
- Handel och administrationsprogrammet inriktning Handel och service
- Hantverksprogrammet inriktning Låssmed samt Modestylist
- Hotell och turismprogrammet inriktningar Hotell och konferens

Skolan i Bromma har följande program:
- Restaurang- och livsmedelsprogrammet inriktning Kök och servering
- VVS och fastighetsprogrammet inriktning VVS-montör och Fastighet